# Guy Hoffmann
Guy Hoffmann est un acteur et réalisateur québécois né à La Ferté-sous-Jouarre (France) le 7 avril 1916 et décédé à Saint-Lazare (Canada) le 6 mars 1986 .

## Biographie
Guy Hoffmann fait ses débuts à Paris en cinéma chez Pathé comme assistant du cinéaste Christian-Jaque. Affecté au service cinématographique de l'armée française pendant la Seconde Guerre mondiale, il est fait prisonnier mais réussit à s'évader.
En 1948, il s'installe à Montréal, où il se joint aux Compagnons de Saint-Laurent en 1949. Il s'investit rapidement dans le milieu théâtral en participant à plusieurs productions et en étant un des cofondateurs du Théâtre du Nouveau Monde en 1951. Il affectionne particulièrement le public jeunesse et réalise des émissions phares de la télévision de Radio-Canada, tels Marie Quat'Poches et Le Pirate Maboule. Guy Hoffmann a été comédien dans une multitude de feuilletons radiophoniques, de téléromans sans compter ses 10 000 représentations sur scène au théâtre et son apparition dans une centaine de télé-théâtres à la télévision de Radio-Canada.
Il épouse Monique Chentrier le 25 août 1949. Ils eurent trois enfants, Roseline (décédée en 2011), Didier et Thierry.
Le fonds d'archives de Guy Hoffmann et de Monique Chentrier-Hoffmann est conservé au centre d'archives de Montréal de Bibliothèque et Archives nationales du Québec.

## Filmographie

### comme acteur
- 1952 : Pépinot et Capucine (série télévisée) : M. Potiron
- 1952 : Étienne Brûlé gibier de potence : Serge Pelletier
- 1954 : Pépinot (série télévisée) : voix de M. Potiron
- 1954 : Le Voleur de rêves
- 1957: Pierrot in Montreal (NFB documentary): Pierrot.
- 1957 : Le Colombier (série télévisée) : Charles Duval
- 1958 : Le Courrier du roy (série télévisée) : François Bigot
- 1958 : CF-RCK (série télévisée)
- 1959 : Ouragan (série télévisée) : Léonard Martin
- 1960 : Arsène Lupin (série télévisée) : Filleul
- 1963 : Le Feu sacré (série télévisée) : Philippe Beauchamp
- 1964 : À tout prendre : le curé
- 1964 : Monsieur Lecoq (série télévisée) : Père Absinthe
- 1966 : Le Misanthrope : Oronte
- 1967 : D'Iberville (série télévisée) : Père Genaple et Larue
- 1968 : Le Pirate Maboule (série télévisée) : Nougat de Montélimar
- 1972 : L'Homme qui revient de loin de Michel Wyn (feuilleton télévisé) : commissaire Varin
- 1973 : Vertudieu! (Ah! Si mon moine voulait...)
- 1978 : Les Liens de sang : prêtre
- 1978 : Violette Nozière : le juge
- 1980 : Deux affreux sur le sable (It Rained All Night the Day I Left) : le prêtre
- 1982 : La Traversée de la Pacific (The Emperor of Peru) : maire
- 1983 : La Vie promise (série télévisée)
- 1985 : Agnès de Dieu (Agnes of God) : juge Joseph Leveau

### comme réalisateur
- 1956 - 1961 : Au p'tit café (série télévisée)
- 1961 : Melmoth réconcilié (tiré du roman éponyme d'Honoré de Balzac)
- 1967 : Marie Quat'Poches (série télévisée)
- 1968 : Le Pirate Maboule (série télévisée)
- 1969 - 1973 : Le Major Plum-Pouding (série télévisée)
- 1970 : Mont-Joye (série télévisée)
- 1975 : Y'a pas de problème (série télévisée)
- 1977 : Chez Denise (série télévisée)
- 1977 : Les As (série télévisée)